# Liste der Bodendenkmäler in Teuschnitz
Auf dieser Seite sind die Bodendenkmäler in der oberfränkischen Stadt Teuschnitz zusammengestellt. Diese Tabelle ist eine Teilliste der Liste der Bodendenkmäler in Bayern. Grundlage ist die Bayerische Denkmalliste, die auf Basis des Bayerischen Denkmalschutzgesetzes vom 1. Oktober 1973 erstmals erstellt wurde und seither durch das Bayerische Landesamt für Denkmalpflege geführt wird. Die folgenden Angaben ersetzen nicht die rechtsverbindliche Auskunft der Denkmalschutzbehörde.

## Bodendenkmäler der Stadt Teuschnitz

### Bodendenkmäler in der Gemarkung Haßlach
| Lage               | Objekt | Akten-Nr.     | Bild |
| ------------------ | --- | ------------- | ---- |
| Haßlach (Standort) | Vorgängerbauten sowie Befunde des Mittelalters und der frühen Neuzeit im Bereich der Katholischen Pfarrkirche St. Maria und die Vierzehn Nothelfer von Teuschnitz. | D-4-5534-0025 |      |

### Bodendenkmäler in der Gemarkung Teuschnitz
| Lage                  | Objekt | Akten-Nr.     | Bild |
| --------------------- | --- | ------------- | ---- |
| Teuschnitz (Standort) | Vorgängerbauten sowie Befunde des Mittelalters und der frühen Neuzeit im Bereich der alten, abgegangenen Katholischen Stadtpfarrkirche Mariä Himmelfahrt von Teuschnitz. | D-4-5634-0033 |      |
| Teuschnitz (Standort) | Befunde des späten Mittelalters und der frühen Neuzeit im Bereich des abgegangenen Schlosses von Teuschnitz.                                                             | D-4-5634-0034 |      |
| Teuschnitz (Standort) | Mittelalterlicher und frühneuzeitlicher, ehemals befestigter Altort von Teuschnitz.                                                                                      | D-4-5634-0035 |      |
| Teuschnitz (Standort) | Befunde im Bereich der ehemalige frühneuzeitlichen Stadtbefestigung von Teuschnitz.                                                                                      | D-4-5634-0055 |      |

### Bodendenkmäler in der Gemarkung Wickendorf
| Lage                  | Objekt                                                                    | Akten-Nr.     | Bild |
| --------------------- | ------------------------------------------------------------------------- | ------------- | ---- |
| Wickendorf (Standort) | Verebnete vorgeschichtliche Grabhügelgruppe mit acht bis zehn Grabhügeln. | D-4-5634-0003 |      |